# YeYe
YeYe（ィエィエ、1989年8月24日 - ）は日本のシンガー・ソングライター、あるいは橋口なつこの（音楽）プロジェクト。2010年ごろまでは本名の橋口なつこ名義で活動していた。滋賀県出身で、京都およびメルボルンを拠点に活動している。
2009年、concentrate on poppingのボーカルとして閃光ライオットに出演。翌年よりソロ活動を開始し、2011年にYeYe名義でデビュー・アルバム『朝を開けだして、夜をとじるまで』を発表、同作でCDショップ大賞のニューブラッド賞を受賞。2021年現在まで一貫してインディーズ・レーベルから作品を発表しており、インディー・ポップやチェンバー・ポップ、エレクトロ・ポップなどの文脈で評価されている。その他、Gotchや古川本舗の作品への参加、CMへの楽曲提供などもおこなっている。

## 来歴

### ソロ・デビュー以前
橋口なつこは、1989年滋賀県に生まれた。小学校低学年ごろにピアノを始めたが、その際は楽譜を見て演奏するのが性に合わず、すぐに辞めている。その後3人いる兄の影響で、小学校5年生ごろからギターを、中学校に入ってからは電子ドラムをはじめている。また、小学生のころには兄妹でスタジオに入っていたという。高校時代には1年間ニュージーランドに留学しており、その経験が後の英語での作詞と歌唱に生かされている。また、初めてオリジナル曲を作ったのも高校のころであるという。
2009年にはガールズ3ピース・バンドconcentrate on poppingのベース・ボーカルとしてトミナカナミ（ギター）、イワタトモミ（ドラム）とともに閃光ライオットにファイナリストとして出演している。結成の際にはあまりバンド活動に興味はなかったが、賞金がもらえると聞いて参加したとのちに語っている。この出演時にBEAT CRUSADERSのベーシストであるクボタマサヒコに声をかけられたことが、デビューのきっかけとなった。concentrate on poppingのドラマーはデビューに興味がなく、ソロでのデビューにははじめ乗り気ではなかったが、高校卒業間近に恩師のアメリカン人教師からもらった「心の底から好きなことをして、めっちゃ好きになる努力をしなさい (英語: Do what you love, love what you do)」という言葉を思い出し、その「好きなこと」は自分にとって歌だと気付いたのだと述懐している。

### ソロ・デビュー以降
2010年よりソロ活動を開始。当初は本名の橋本なつこ名義で活動していたが、翌年より中国語の「おじいちゃん(繁体字中国語: 爺爺、簡体字中国語: 爷爷、拼音: yéye)」に由来するYeYe に名義を改める。2011年にCaptain Haus Recordingsより発表したデビュー・アルバム『朝を開けだして、夜をとじるまで』は、プレミア価格がつくほどの人気となり、CDショップ大賞のニューブラッド賞を受賞した。2011年3月11日の東日本大震災以降2016年現在まで、震災の記憶を風化させないため毎月11日にライヴ・ストリーミングを実施している。
ラリーレーベルへの移籍後、2013年に『Hue Circle』を、2016年に『ひと』を発表。並行して、Gotch（後藤正文としても知られるASIAN KUNG-FU GENERATIONのメンバー）や古川本舗、高野寛の作品にも参加している。またこのころより、ゆうパック、アヲハタジャム、ららぽーと、ヴィックスドロップ、無印良品、ニコンなど複数のCMにおいて歌唱参加・楽曲提供をおこなっている。この時期のおもなライブ出演としては2016年のフジロックフェスティバルが挙げられるほか、リトアニアで開催された「ナウジャパン 2014」への参加に際しては、サポート・メンバーの旅費を集めるためのクラウド・ファンディング・ライヴを実施した。
2017年には1年間オースラリアのメルボルンに移住。同年には『Mottainai』を発表したほか、まつむらしんご監督の『恋とさよならとハワイ』に主題歌を提供している。2020年には通算5枚目のアルバム『30』を、2021年には江﨑文武や川辺素（ミツメ）・BASIとのコラボレーション楽曲を含むミニ・アルバム『おとな』を発表した。2021年現在京都に在住し、子育てをしながら音楽生活をおこなっている。

## 音楽性と活動形態

### ジャンルと特徴
ジャンルについては、インディー・ポップやギター・ポップ、チェンバー・ポップ、あるいは エレクトロ・ポップの文脈で語られている。また、透き通って凛とした瑞々しい歌声やコーラス・ワークを評価されており、自身もコーラス・ワークは強みであると語っている。シティ・ポップとの関係については、アンテナ (2020) において、一見似ているがありふれた日常や内面を指向している点において対称的であると批評されている。また、DIGLE MAGAZINE (2020) は「オーガニックな音に魅力がある」と紹介している。
歌詞は、日本語詞の曲もあるが英語詞の曲が多い。曲展開については、サビや転調を重視した同時代のJ-Popの主流とは異なると、「Veronika」（『ひと』所収）を取り上げて指摘されている。これについてYeYe本人は、同時代のJ-Popの逆を目指した部分はあると肯定し、自分の曲は基本的に「Aメロ、Bメロ、Cメロ展開があるかないか」でサビがないと答えている。また、無意識に曲を作ると「A→B→A→B」の展開になることが多いとも述べている。
CMへの提供楽曲については、YeYeとしてのプライドを捨てて制作しているが、ディレクターの指示に従っての仕事は、たとえば自身の作風とは異なった曲展開に気付かされるなど、YeYeの作品に還元されていると語っている。

### プロジェクトとしてのYeYe
本名の橋口なつこからYeYeへと改名した理由について、弾き語りのシンガー・ソングライターとしてカテゴライズされるよりも、ソロから大所帯まで様々な編成をとるプロジェクトとして見られたかったからであると、複数のインタビューにおいて語っている。ゲスト・ミュージシャンやサポート・ミュージシャンについても、ポプシクリップ。 (2016, p. 1) において、「YeYe」というシンガー・ソングライターのゲストやサポートというよりも「YeYe」というプロジェクトのファミリー・メンバーという感覚であるとの旨の発言が見られる。CINRA (2013b, p. 3) においては、バンドではなくサポート・メンバーとして参加してもらっているから喧嘩せずに済んでいる、との発言も見られる。
また、DIGLE MAGAZINE (2020) においては、アーランド・オイエのようにプロジェクトによって複数の名義で活動したほうが、自分の表現したいことが伝わるかもしれないと語っている。

### 制作環境などの変遷
デビュー・アルバムである『朝を開けだして、夜をとじるまで』はセルフ・プロデュースであり、ほとんどすべての楽器を自ら演奏していた。次作『Hue Circle』においても、半数以上の楽曲は一人で作成しているが、以降サポート・メンバーとして継続的に関わることになる田中成道 （キーボード）、浜田淳（ベース）、妹尾立樹（ドラム）の3名も一部楽曲に参加している。
2016年の『ひと』においては、前作までとは一転して上記メンバーにアレンジの主導権を渡し、全編サポート・メンバーとともに作成しており、それまでのガーリーでファンシーなイメージから、パンキッシュで躍動感溢れるバンド・サウンドに転じていると評された（本人はデビュー時よりパンク精神をもっているつもりだったが、それを自分の音で伝えるのに時間がかかったと語っている）。また同作は一発録りが中心である。
メルボルン移住後に発表された『Mottainai』は、録音は日本においておこなわれたが、地理的要因もあり、再び多くの編曲をみずから手掛けている。2020年に発表した『30』は、エレクトロ色が強くなり、バンド・サウンドが中心であった前作までとはまた異なった展開を見せていると評された。
2021年の『おとな』は、弾き語りを中心とした余白の多いサウンドで、原点回帰としての性格ももった作品となっている。

### ほかのアーティストなどからの影響
子供のころには、おもに次兄からCDを借りて、ANATAKIKOU、Advantage Lucy、BOaT、倉橋ヨエコ、パパス・フリータスなど聴いていた。
『Hue Circle』をリリースしたころには、キングス・オブ・コンビニエンス、ザ・ホワイテスト・ボーイ・アライブ、イッツ・ア・ミュージカル、スフィアン・スティーヴンス、ダーティー・プロジェクターズ、シー&ヒムを好きなあるいは影響を受けたアーティストとして挙げ、チェンバー・ロックからの影響についても語っている。また、『Hue Circle』のころまでの歌い方は、中学生のころに好きになった空気公団やベル・アンド・セバスチャンの影響を受けており、その後Gotch（ASIAN KUNG-FU GENERATION）のバンドにコーラスで参加した際には、Gotchの声の出し方に合わせたほか、小学生のころにSPEEDやBoAの物真似をしながら歌っていたことが生かされたと語っている。『ひと』をリリースしたころには、ファイスト、アーランド・オイエ（キングス・オブ・コンビニエンス）、前述の空気公団をとくに影響を受けたアーティストして挙げており、ブロークン・ソーシャル・シーンや カレンO、ベル・アンド・セバスチャンからの影響もあると述べている。また、リトアニアでホセ・ゴンザレスのライヴを見た際にはこんな渋すぎる曲を、こんな大きな会場でやってると衝撃を受け自分の好きな音楽をやっていいんや！と感じたと述懐している。
音楽以外では、楳図かずおの『漂流教室』や映画『バック・トゥ・ザ・フューチャー』を好きな作品としてあげている。また、海外ドラマの発音を英語歌唱の参考にしており、とくに『GIRLS/ガールズ』のエンディングで流れる音楽はセンスがよく、新しい音楽を知ることができると語っているほか、「ハイ、ディア、ペネロピ」（『Hue Circle』収録）の歌詞は『LOST』を元にしているという。その他『ウォーキング・デッド』や『ウェントワース女子刑務所』にも嵌っていたという。

### メディアやライヴにおける露出について
CINRA (2013a, p. 2) において、以前はインターネット上に顔写真を公開することに抵抗があったが、ファンの立場からすると見たいだろうと思い至り、「YeYe」と個人としての橋口をある程度分けて考えられるようになったと述べている。また、ライヴ出演などの際にもストレスを感じていたが、活動を重ねるにつれ意識が変わってきたという。そのほかSPICE (2021) においては、可愛いではなくかっこいいと思われたくてライブを行っていると述べている。

## ディスコグラフィ
※シングルやEPについては省略する。
| 発売日         | タイトル                       | レーベル                | 備考 |
| -------------- | ------------------------------ | ----------------------- | --- |
| 2011年12月19日 | 朝を開けだして、夜をとじるまで | Captain Haus Recordings | セルフ・プロデュース作品。東京と奈良で録音。CDショップ大賞ニューブラッド賞受賞。 |
| 2013年9月18日  | Hue Circle                     | ラリーレーベル          | 山梨県と京都の「きんせ旅館」で録音。エンジニアは田辺玄（Water Water Camel）。アルバム名は色相環を意味し、いろいろな色の曲を入れたかったという思いを表している。                                                              |
| 2016年7月13日  | ひと                           | ラリーレーベル          | おもに山梨県小淵沢の「星と虹レコーディングスタジオ」で録音。エンジニアは田辺玄。アルバム名は、現代の利器をなるべく使わず「人」らしい作品にしたかったということと、デビュー以来出会った人たちとの信頼関係を表しているという。 |
| 2017年11月8日  | Mottainai                      | ラリーレーベル          | メルボルン移住後の初アルバム。録音は日本。アルバム名はメルボルンの自転車屋に由来する。 |
| 2020年3月18日  | 30                             | ラリーレーベル          | アルバム名はYeYe本人の年齢に由来する。 |
| 2021年7月7日   | おとな                         | ラリーレーベル          | ミニ・アルバム。アルバム名は、漢字の“大人”を身にまとって背伸びするのではなく今の自分らしく生きられたらいいなとの思いを込めて平仮名の“おとな”にしたと述べている。                                                             |
| 2022年9月21日  | はみ出て!                      | ラリーレーベル          | |

concentrate on popping時代の音源は、以下のコンピレーション・アルバムに収録されている。
- 「そらに」『閃光ライオット2009』（閃光レーベル、2009年）[18]
- 「そらに」『ソラニン songbook』（Ki/oon、2010年）[61][62]

### 配信限定シングル
| 発売日         | タイトル                                     |
| -------------- | -------------------------------------------- |
| 2020年11月25日 | 家を買う / YeYe X Ayatake Ezaki              |
| 2021年1月20日  | No Longer / YeYe X 川辺素                    |
| 2021年4月21日  | おとな / YeYe X BASI                         |
| 2021年5月26日  | 祈り                                         |
| 2022年4月13日  | 素っ頓狂 feat. BIM                           |
| 2022年6月1日   | 素っ頓狂 feat. BIM [ tofubeats extended mix] |
| 2022年7月6日   | 確かな午後                                   |
| 2022年8月17日  | 水面にアイス / YeYe, Ginger Root             |
| 2022年9月14日  | どれも美しい                                 |
| 2024年1月24日  | はひふへほ                                   |

### おもなゲスト参加作品
- 永野亮『はじめよう』（LITTLE 8、2012年）[63][64]
- 古川本舗『ガールフレンド・フロム・キョウト』(Ssnw、2012年)[65]
- Jizue『journal』(SPACE SHOWER、2013年)[66][42]
- 太陽コンピューター『おねがい世界』(2013年)
- Gotch『Can’t Be Forever Young』（only in dreams、2014年）[41]
- 高野寛と素晴らしき仲間たち『WE ARE HERE』（ラリー、2014年）[67]
- ANATAKIKOU『3.2.1.O』（HIKE、2017年）[32][68]
- エレファント・ジム（英語版）[注 17]『アンダーウォーター (Underwater)』(トップセルフ（英語版）、2018）[70]
- the chef cooks me『Feeling』(Ki/oon、2019年)[71]
- TENDRE『IN SIGHT』(ラリー、2019年、EP）[72]
- TANAKA OF THE YEAR!『気にしない』『虹の橋』『新星』『死人のマーチ』『時計台から』(2020年)